# Geografía de Brunéi

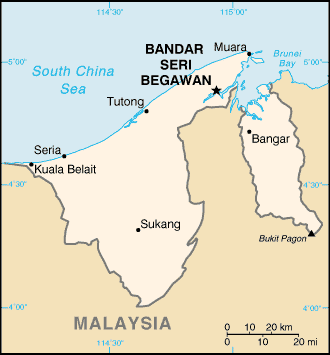

Brunéi es un pequeño Estado situada al norte de la isla de Borneo. Se encuentra situado entre Malasia y el mar de la China Meridional. Comprende dos territorios separados uno al este y otro al oeste de la bahía de Brunéi. La extensión aproximada del territorio es de 5770 km²

## Orografía

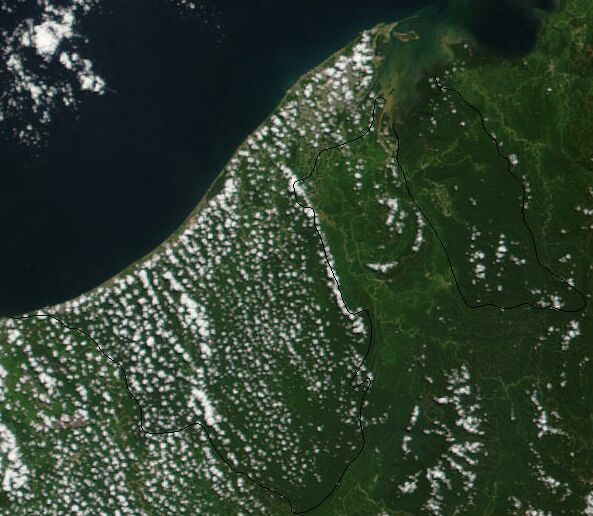
Imagen vía satélite de Brunéi.

Brunéi consiste en una estrecha llanura costera en el norte y colinas en el sur. El pico más alto del país, el monte Bukit Pagon de 1850 m, está situado al este en el extremo sur del distrito de temburong. Forma parte de los montes Irán.
En la parte oeste del país, la más extensa, es todavía menos montañosa, no destacan más que unas cuantos montes sobre todo en la frontera con Malasia

## Hidrografía y costa
Los ríos son cortos ya que casi todos nacen en el país y se dirigen al norte desembocando en el Mar de la China meridional. Los ríos más importantes son el río Belait en la parte oeste y el río Tutong en la parte oriental.
La costa es llana, pantanosa y regular salvo en la bahía de Brunéi. Los suelos están muy lavados y son poco fértiles. Solo se encuentran suelos aluviales ricos en los lechos de los ríos y en algunas partes de la llanura costera. En muchos lugares predominan las arenas blancas de cuarzo.

## Clima

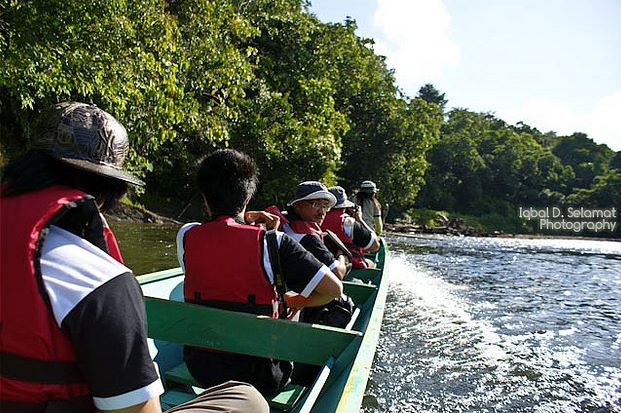
Paseo en barca por el río Temburong en el parque nacional del mismo nombre

El clima es tropical lluvioso y cálido. La temperatura media es de 26,7 °C con pocas variaciones durante el año. El país carece de estación seca, hay lluvia durante todo el año, lo que ocurre es que esta es más intensa durante el monzón de noviembre a marzo y escasa de marzo a agosto. En la costa suelen caer una media de 2900 mm, mientras que en las montañas se superan los 3.800 mm.

## Medio Ambiente
Parte del dinero de la explotación de petróleo, se ha usado para proteger la selva, que cubre tres quintas partes
del país. La selva está formada en su mayor parte por la familia de maderas duras de las dipterocarpáceas, sobre todo del género Shorea, de valor comercial. En las desembocaduras y partes bajas de los ríos Belait y Tutong se encuentran amplias extensiones de humedales, además de manglares pantanosos que siguen toda la costa. la selva, que llega hasta la capital, esconde una gran variedad de animales, entre ellos mono narigudo, colobino, macaco cola de cerdo sureño, gibón, oso malayo, sambar, pangolín, murciélago y otros.

#### Áreas protegidas

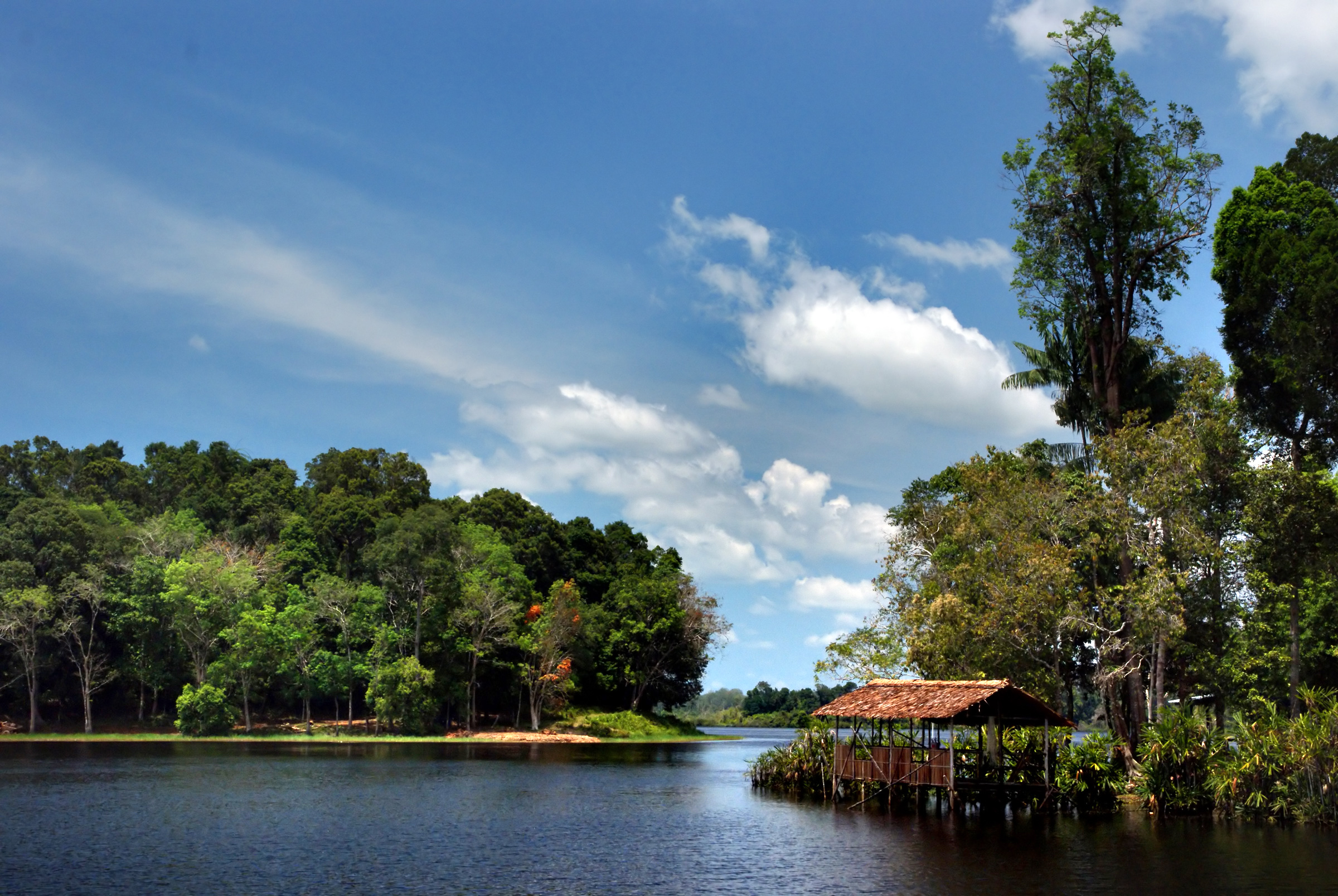
Parque nacional y patrimonio de Tasek Merimbun

En 2025, el IUCN considera que en Brunéi hay 39 áreas protegidas que cubren 2342 km², el 39,91% del territorio de 5868 km2, y 15 km² de áreas marinas, el 0,04% de los 43.037 km² que pertenecen al país. Se reparten entre 2 parques nacionales, uno de los cuales es además patrimonio de la ASEAN, 1 reserva natural, 34 reservas forestales y 2 santuarios de la naturaleza.
- Parque nacional de Ulu Temburong, 488,6 km².
- Tasek Merimbun, 78 km², el lago natural más grande de Brunéi, a 70 km de la capital, nombrado parque nacional y parque patrimonio de la ASEAN (Asociación de Naciones del Sudeste Asiático). El color del agua es negro debido a los taninos de la vegetación. La razón de su nombramiento fue el descubrimiento en 1984 de un raro murciélago, el Megaerops wetmorei.

## Datos estadísticos
Situación:
En Sureste Asiático limitando con el mar de la China Meridional y Malasia.
Coordenadas geográficas:
4°30′S 114°40′E / -4.500, 114.667
Referencias de mapa:
Sudeste Asiático
Superficie:

total:
5.770 km²

tierra:
5.270 km²

agua:
500 km²
Fronteras terrestres:
381 km
Países fronterizos:

Malasia 
381 km
Línea de costa:
161 km
Reclamaciones marítimas:

zona de pesca exclusiva:
12nm

mar territorial:
200nm o hasta la línea media
Clima:
tropical; cálido; húmedo y lluvioso
Terreno
Llanura costera que se eleva hasta las montañas en el este y tierras bajas con colinas en el oeste.
Extremos de altitud:

el punto más bajo:
Mar de la China meridional 0 m

el punto más alto:
Bukit Pagon 1850 m
Recursos naturales:
Petróleo, gas natural, madera
Uso de la tierra:

tierra cultivable:
0,57 %

cultivos permanentes:
0,76 %

otros:
98,67 % (2001)
Tierra irrigada:
10 km² (1998 est)
Amenazas naturales
tifones; terremotos y las inundaciones desastrosas son raras.
Medio ambiente– temas actuales:.
Neblinas estacionales debidas a los incendios en los bosques de Indonesia.

Medio ambiente– acuerdos internacionales:.
Firmados y ratificados: especies en peligro de extinción, vertidos peligrosos, leyes del mar, protección de la capa de ozono y contaminación marítima.